# Fugleskræmslet (film fra 1919)
 For alternative betydninger, se Fugleskræmslet. (Se også artikler, som begynder med Fugleskræmslet)
Fugleskræmslet er en dansk stumfilm fra 1919 instrueret af Lau Lauritzen Sr..

## Handling
Denne artikel mangler et handlingsreferat. Hjælp os med at skrive det.

## Medvirkende
- Arne Weel, Adonis
- Lauritz Olsen, Hansen, Adonis' far
- Hertha Christophersen, Skyldfri
- Hans Dynesen, Jensen, Skyldfris far
- Frederik Buch, Fipp, skrædder
- Betzy Kofoed